# Sarniguet
Sarniguet – miejscowość i gmina we Francji, w regionie Oksytania, w departamencie Pireneje Wysokie.
Według danych na rok 1990 gminę zamieszkiwały 223 osoby, a gęstość zaludnienia wynosiła 108 osób/km² (wśród 3020 gmin regionu Midi-Pireneje Sarniguet plasuje się na 840. miejscu pod względem liczby ludności, natomiast pod względem powierzchni na miejscu 1713.).